# Turmhügel Eiselstorf
Der Turmhügel Eiselstorf bezeichnet eine abgegangene Turmhügelburg (Motte) im Bereich von Haus Nr. 5 in Eiselstorf, einem Gemeindeteil des niederbayerischen Marktes Arnstorf im Landkreis Rottal-Inn. Die Anlage wird als Bodendenkmal unter der Aktennummer D-2-7442-0032 als „Turmhügel des hohen oder späten Mittelalters“ geführt.

## Beschreibung
Unmittelbar südwestlich der Wegspinne am Südrand von Eiselstorf liegt der Turmhügel, eine rundovale, offenbar künstlich angelegte flache Erhebung. Sie wird im Süden von einer breiten nach Südwesten geöffneten Grabenmulde umschlossen. Der Durchmesser beträgt ca. 40 m.